# Цьюче
Цьюче́ (исп. Dziuché) — посёлок в Мексике, штат Кинтана-Роо, входит в состав муниципалитета Хосе-Мария-Морелос. Численность населения, по данным переписи 2020 года, составила 2909 человек.

## Общие сведения
Название Dziuché с майянского языка можно перевести как — птица на дереве.
Посёлок был основан 22 июля 1936 года как община, занимавшаяся сбором каучука из сока гевеи, а также заготовкой ценных пород дерева.
В настоящее время основными видами деятельности являются:
- сельское хозяйство: сбор мёда и выращивание лимонов;
- лесное хозяйство;
- торговля: работают магазины с низкими ценами на импортные товары;
- туризм: Цьюче является основным туристическим центром муниципалитета, откуда есть доступ к озеру Чичанканаб[исп.] в 4 км к юго-востоку, монолитам и постройкам древнего города майя в 1 км к югу.

Через посёлок проходит шоссе . Он расположен в 20 км к северо-западу от административного центра муниципалитета, на границе со штатом Юкатан.

## Население
| Год  | Численность | Численность   |
| ---- | ----------- | ------------- |
| 2000 | 2666        | [ 7 ]         |
| 2005 | 2728        | [ 8 ]         |
| 2010 | 2870        | [ 9 ]         |
| 2020 | 3611        | [ 10 ] [ 11 ] |